# Кукпук (река)
Кукпук (англ. Kukpuk River) — река в западной части боро Норт-Слоп, штат Аляска, США. Длина реки составляет 201 км.
Берёт начало в горах Делонга и течёт преимущественно в западном направлении через полуостров Лисберн. Впадает в Чукотское море в 19 км к северо-востоку от города Пойнт-Хоп.
Название можно перевести с инуитского языка как «большая река».